# Roque Marrapodi
Roque Marrapodi (Guaminí, 18 giugno 1929 – 30 novembre 1993) è stato un calciatore argentino, di ruolo portiere.

## Carriera

### Club
Ha sempre giocato nel campionato argentino, non riuscendo mai a conquistarlo.

### Nazionale
Ha collezionato 2 presenze con la maglia della Nazionale.

## Palmarès

### Nazionale
- Campeonato Sudamericano de Football: 1

Cile 1955